# 郡司次郎正
群司 次郎正（ぐんじ じろうまさ、1905年11月27日 - 1973年1月10日）は、日本の小説家、作詞家である。郡司 次郎正（ぐんじ じろまさ）とも表記する。代表作として1931年（昭和6年）に発表された『侍ニッポン』があり、同作は多数映画化・リメイクされた。同作の主題歌（作詞：西條八十、作曲：松平信博）もヒットしたが、同作を除く、自らの「小説主題歌」を作詞した。本名：郡司 次郎（ぐんじ じろう）。

## 来歴・人物
1905年（明治38年）11月27日、群馬県佐波郡伊勢崎町（現在の伊勢崎市）に生まれる。やがて茨城県東茨城郡大貫町舟渡（現在の大洗町大貫町舟渡）に移り育つ。旧制・茨城県立水戸中学校（現在の茨城県立水戸第一高等学校）を卒業する。上京し、本郷の映画俳優学校に学ぶ。新劇の俳優を志望し、四代目 河原崎長十郎、今日出海、村山知義らが1925年（大正14年）に結成した劇団「心座」に参加している。「心座」第3回公演、フリードリヒ・ヘッベルの戯曲『ユーディット』を村山が演出した際には、出演もしている。
1930年（昭和5年）1月、小説『ミス・ニツポン』を書き下ろして「世界の動き社」から出版、装幀は村山知義が手がけた。つづいて『ミスター・ニッポン』、『マダム・ニッポン』を出版、これらはいずれも翌1931年（昭和6年）に映画化された。村田実監督の『ミスター・ニッポン』前・後篇が日活太秦撮影所で、高見貞衛監督の『マダム・ニッポン』が帝国キネマでそれぞれ製作され、前者は同年3月20日、後者は4月1日に公開された。『ミス・ニツポン』も同年、小説の発表順を前後して映画化された。「ミス・ニツポン」は流行語になり、「モダン・ガール」の代用語にも使われ、『週刊朝日』でも創刊500号を記念して「ミス・ニッポン」を公募し、山口県の俵恒子(22歳)が選ばれた。映画主題歌の四家文子『ミスニッポン』（作詞：西条八十、作曲：近藤柏次郎）の他にも、二村定一『ミス・ニッポン』、佐藤緋奈子『ミスニッポン』、二村定一・井上起久子『エロ・ウーピー』などの関連曲が発売された。またマネキン人形製作会社ミス・ニッポン社の社名も、ここから取られた。
同年4月、25歳で執筆した『侍ニッポン』が雑誌『大衆文学』5月号誌上に掲載されるや、日活太秦撮影所はさっそくこれを企画採用、伊藤大輔が脚本を執筆し、大河内伝次郎を主演に伊藤が監督した。同作はサイレント映画で、前篇が同年4月8日、後篇が4月15日に公開された。小説『侍ニッポン』は、「黒船来の巻」、「安政大獄の巻」、「桜田門の巻」、「坂下門の巻」、「文久三年の巻」の連作である。同作をテーマにした同名の歌謡曲が徳山璉によって歌われ、一世を風靡、同曲の影響ははるか40年後、1970年代のテレビアニメ『侍ジャイアンツ』（1973年 - 1974年）の主人公の定番鼻歌にまで及ぼした。また同タイトルのインパクトの強さは、朱里エイコ『SAMURAI NIPPON』（作詞：マルコ・ブルーノ、補作詞：エイコ&バーバラ、作編曲：ピーター・ストーン、1978年）、あるいは1980年代のシブがき隊『サムライ・ニッポン』（作詞：売野雅勇、後藤次利、1984年）にも遠く影響を及ぼした。

いっぽう、戦前当時の映画は無声時代であり、フィルムに音声トラックは存在しなかったが、主題歌があり、また、「小説主題歌」というものが流行った。そのうち数曲を郡司自身が作詞している。
第二次世界大戦中の1942年（昭和17年）、群司は、大宅壮一、北原武夫らとともに陸軍報道班員として徴用され、スマトラ、ジャワなどに派遣された。帰国後疎開し、戦後は、大洗町の涸沼川河畔で船宿を営み暮らした。1948年（昭和23年）12月には、『じやぱん物語』を書き下ろし、1957年（昭和32年）7月には、『侍ニッポン』の続篇を書いた。
1973年（昭和48年）1月10日 午後10時23分、大洗町の自宅で食道がんのため死去した。67歳没。没後の同年3月、講談社が刊行した『大衆文学大系 23 群司次郎正・片岡鐵兵・濱本浩・北村小松・藤澤桓夫』に、片岡鐵兵、濱本浩、北村小松、藤澤桓夫の作品とともに、『侍ニッポン』が掲載された。

## ビブリオグラフィ
国立国会図書館蔵書を中心とした著書の一覧である。
- 『ミス・ニツポン』、世界の動き社、1930年1月
  - 世界社、1931年
  - 日本小説文庫72, 春陽堂、1932年 - 改題『日本嬢』
- 『マダム・ニツポン』、アルス、1930年7月
- 『ミスター・ニッポン』、アルス、1930年10月 - 雑誌『婦人公論』連載
- 『侍ニッポン』、尖端社、1931年 - 雑誌『大衆文学』連載
  - 日本小説文庫74, 春陽堂、1932年
  - 三一新書、三一書房、1956年7月
  - 名作リバイバル全集6, 普通社、1962年
  - 春陽文庫、1969年
  - 大衆文学館、講談社、1997年9月
  - 春陽文庫 新装版、1998年 ISBN 4394128013
- 『泥の子・太陽の子』、雄文閣、1932年9月
- 『処女刑』、1932年 - 雑誌『婦女界』連載
- 『恋の金字塔』、1932年
- 『ハルピン女』、雄文閣、1933年1月
  - リバイバル「外地」文学選集 2, 大空社、1998年11月 ISBN 4756803989
- 『アメリカン・セックスノクラシイ 恋愛新哲学』、太陽社、1933年7月
- 『発声満州』、東光書院、1933年7月
  - リバイバル「外地」文学選集 14, 大空社、2000年10月 ISBN 4756804101
- 『じやぱん物語』、江戸書院、1948年12月
- 『新編侍ニッポン』、洋々社、1957年7月 - 『侍ニッポン続』とも
- 『大衆文学大系 23 群司次郎正・片岡鐵兵・濱本浩・北村小松・藤澤桓夫』、講談社、1973年3月
- 『侍ニッポン・幕末ニッポン』、中央公論社、1973年
- 『失業出稼風景』、『政界往来』第45巻第7号所収、政界往来社、1979年7月、p.73-85.
- 『南方徴用作家叢書 ジャワ篇』大宅壮一・北原武夫・群司次郎正、編木村一信、龍溪書舎、1996年10月 ISBN 4844714473
- 『踊子オルガ・アルローワ事件』、『外地探偵小説集 満州篇』所収、編藤田知浩、せらび書房、2003年12月 ISBN 4915961036

## フィルモグラフィ
すべて原作である。
サイレント
- 『ミスター・ニッポン 前後篇』 : 監督 村田実、脚本 小林正、製作 日活太秦撮影所、配給 日活、1931年4月8日公開
- 『侍ニッポン 前篇』 : 監督・脚本 伊藤大輔、主演 大河内伝次郎、製作 日活太秦撮影所、配給 日活、1931年3月20日公開
- 『侍ニッポン 後篇』 : 監督・脚本 伊藤大輔、主演 大河内伝次郎、製作 日活太秦撮影所、配給 日活、1931年3月20日公開
- 『マダムニッポン』 : 監督 高見貞衛、脚本 三村伸太郎、主演 歌川八重子、製作・配給 帝国キネマ演芸、1931年4月1日公開
- 『日本嬢 (ミスニッポン) 』 : 監督 内田吐夢、脚本 小林正、主演 入江たか子、製作 日活太秦撮影所、配給 日活、1931年4月22日公開

トーキー
- 『新納鶴千代』 : 監督・脚本 伊藤大輔、主演 阪東妻三郎、製作 新興キネマ京都撮影所、配給新興キネマ、1935年10月15日公開
- 『侍ニッポン 新納鶴千代』 : 監督 佐々木康、脚本 小川正、主演 東千代之介、製作 東映京都撮影所、配給東映、1955年3月13日公開
- 『侍ニッポン』 : 監督 大曾根辰夫、脚本 久板栄二郎、主演 田村高廣、製作 松竹京都撮影所、配給 松竹、1957年11月19日公開（映倫番号10382）
- 『侍』 : 監督 岡本喜八、脚本 橋本忍、主演 三船敏郎、製作 東宝・三船プロダクション、配給 東宝、1965年1月3日公開（映倫番号13587）

テレビ映画
- 『侍ニッポン』 : 演出 野島宗昭、脚本 西川清之、主演 江見渉、日本テレビ放送網、1957年11月1日放映（30分単発）[9]

## ディスコグラフィ
最初の1作を除き、すべて「作詞」である。
- 徳山璉『侍ニッポン』 : 作詞 西條八十、作曲 松平信博、日本ビクター、1931年 - 小説および映画『侍ニッポン』主題歌（群司の著作物ではない）
- 新居富久子『南子の唄』 : 作曲 奥山貞吉、日本コロムビア、1932年 - 小説『処女刑』主題歌
- 淡谷のり子『処女刑の唄』 : 作曲 井田一郎、日本コロムビア、1932年 - 小説『処女刑』主題歌
- 『多加子の唄』 : 作曲 不明、日本パーロフォン、1932年 - 小説『恋の金字塔』主題歌
- 藤山一郎『剣と恋』 : 作曲 三宅幹夫、日本ビクター、1935年 - 映画『新納鶴千代』主題歌